# Gerard Bosch van Drakestein
Jonkheer Gerard Dagobert Hendrik Bosch van Drakestein (Mechelen, 24 de juliol de 1887 - La Haia, 29 de març de 1972) va ser un ciclista neerlandès que va prendre part en tres Jocs Olímpics, Londres 1908, París 1924 i Amsterdam 1928.

## Biografia
Membre de la noblesa, durant els seus inicis feu servir alguns pseudònims (Ulisses i Bismarck) per passar desapercebut. Una vegada feu servir el seu nom real rebé el sobrenom de de Jonker, en referència al seu títol nobiliari, Jonkheer. Mai passà al professionalisme perquè no tenia necessitat de guanyar diners en el ciclisme.
Als Jocs de Londres de 1908 va prendre part en sis proves de les set proves disputades, destacant una quarta posició final en la persecució per equips i la setena en els 5000 metres, mentre que en les altres fou eliminat en les sèries.
Als Jocs de París de 1924 va prendre part en dues proves, aconseguint una medalla de bronze en la prova de tàndem, fent parella amb Maurice Peeters, i acabant el setè en la persecució per equips.
Als Jocs d'Amsterdam de 1928, amb 41 anys, guanyà la medalla de plata del quilòmetre contrarellotge. En la prova de persecució per equips l'equip neerlandès quedà segon, però sols tenien dret a medalla els quatre primers ciclistes de cada país en arribar a meta i ell fou el cinquè, per la qual cosa es quedà sense medalla.
El 1928 va ser un dels cofundadors de la Royal Netherlands Cycling Union (KNWU) i fins al 1936 va ser l'editor en cap de l'òrgan de l'associació Sport Echo.

## Palmarès
- 1908
  -  Campió dels Països Baixos de velocitat
- 1909
  -  Campió dels Països Baixos de velocitat
  -  Campió dels Països Baixos de 50 km
- 1910
  -  Campió dels Països Baixos de velocitat
  -  Campió dels Països Baixos de 50 km
- 1911
  -  Campió dels Països Baixos de velocitat
  -  Campió dels Països Baixos de 50 km
- 1912
  -  Campió dels Països Baixos de velocitat
  -  Campió dels Països Baixos de 50 km
- 1913
  -  Campió dels Països Baixos de velocitat
- 1914
  -  Campió dels Països Baixos de velocitat
- 1915
  -  Campió dels Països Baixos de velocitat
  -  Campió dels Països Baixos de 50 km
- 1917
  -  Campió dels Països Baixos de 50 km
- 1924
  -  Medalla de bronze als Jocs de París en tàndem
- 1928
  -  Campió dels Països Baixos de velocitat
  -  Medalla de plata als Jocs d'Amsterdam en quilòmetre contrarellotge